# 에드윈 바스케스
에드윈 곤살로 바스케스 캄(스페인어: Edwin Gonzalo Vásquez Cam, 1922년 7월 28일~1993년 3월 9일)은 페루의 사격인이다. 1948년 하계 올림픽에서 50m 권총 종목 금메달을 획득한 그는 지금까지 페루의 유일한 올림픽 금메달리스트이다.